# Castillo de Montmany
El castillo de Montmany, también conocido como castillo de los Moros, de el Prat o de la Rovira es una construcción defensiva del siglo XI-XII actualmente en ruinas ubicado en el término municipal de Figaró-Montmany, en la comarca del Vallés Oriental. Está en el territorio del antiguo pueblo rural de Montmany de Puiggraciós.
Está situado en la parte occidental del término, cerca y debajo de los Cingles de Bertí, a levante del pueblo de Figaró-Montmany. Situado en una colina de los contrafuertes septentrionales de la Sierra de la Cospinera, está al mediodía de los restos de la masía de El Prat y al este-noreste de la de El Romaní, en el noreste de las de la Casa Blanca y de Cal Pelirrojo.
El castillo de Montmany está documentado en 1247, y estuvo gobernado por Santaeugénia. Hacia el 1357 Ramón I de Centelles lo adquiere de manos del rey, quien lo mantiene hasta finales del siglo XVI.
En precario estado de conservación, es un castillo de planta cuadrada, del cual solo se conservan dos muros.